# Corrhenes crassicollis
Corrhenes crassicollis là một loài bọ cánh cứng trong họ Cerambycidae.